# 冀中平原戰役
冀中平原戰役是發生在中國抗日戰爭時期的一次國共軍事衝突的中型戰役，是由中國共產黨的呂正操、宋任窮、周光策率領八路军攻擊張蔭梧的国军河北民軍部隊的襲擊戰。

## 戰役背景
1938年11月15日，中國共產黨特派冀中军区呂正操、冀南军区宋任窮、青年縱隊周光策反擊張蔭梧的游擊部隊。隔年8月，所屬三個師約一萬九千人分别遭共產黨軍攻击而潰。1940年1月1日，張蔭梧之第七抗日縱隊在灵寿遭中共反擊，縱隊長趙侗陣亡。1月12日，共產黨乘勝追擊在晋县包圍第二師喬明禮殘部，至此，徹底消滅國民黨張蔭梧所屬游擊部隊。